# Joan Carreras i Goicoechea

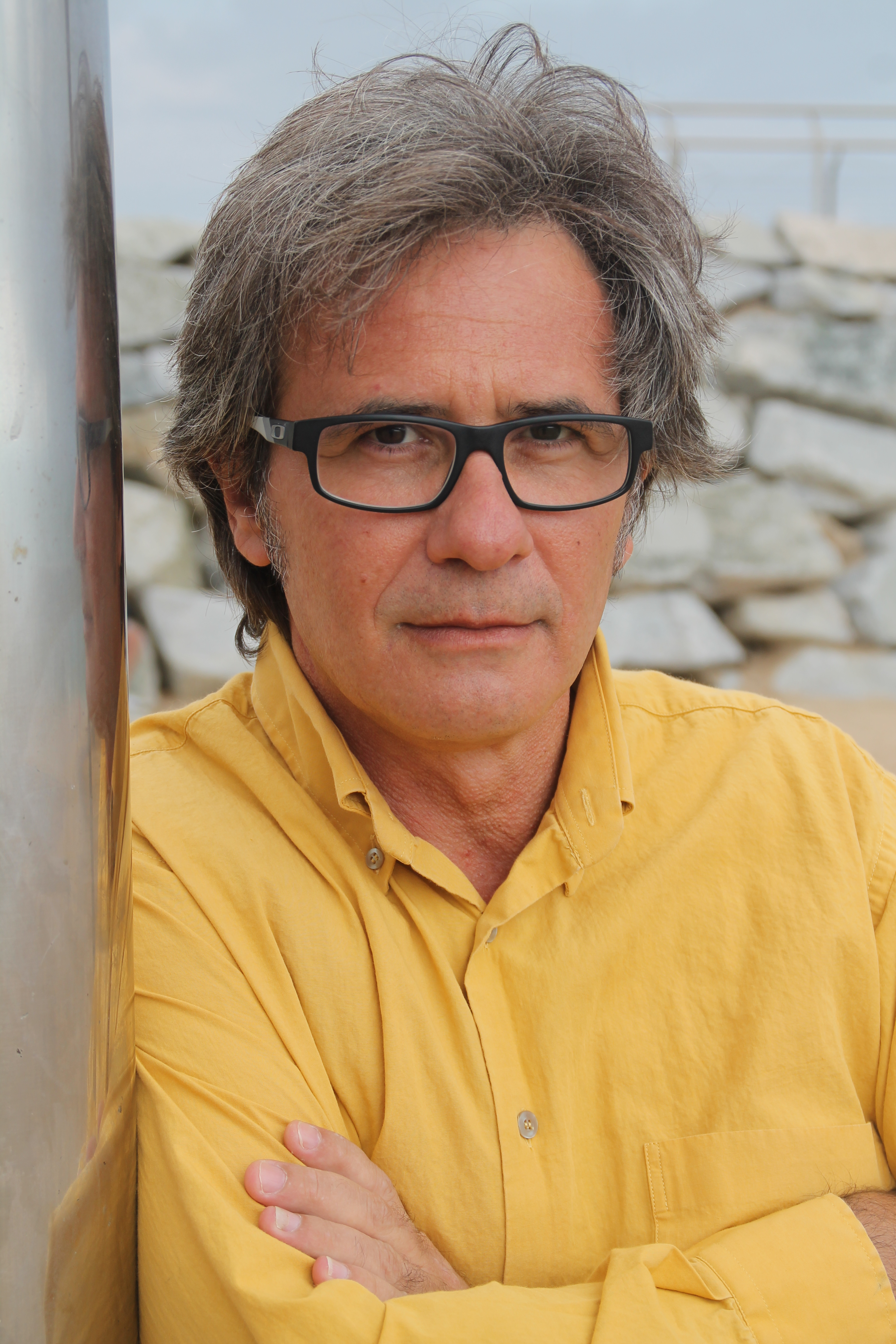
Joan Carreras im Jahr 2013

Joan Carreras i Goicoechea (* 1962 in Barcelona) ist ein katalanisch sprechender Journalist, Drehbuchautor und Schriftsteller.

## Werke

### Geschichtensammlungen
- 1990 – Les oques van descalces (Quaderns Crema)
- 1993 – La bassa del gripau (Quaderns Crema)

### Romane
- 1998 – La gran nevada (Empúries)[4]
- 2003 – Qui va matar el Floquet de Neu (Empúries)
- 2009 – L’home d’origami (Amsterdam)
- 2012 – Carretera secundària (Proa)[5]
- 2013 – Cafè Barcelona (Proa)
- 2015 – L’àguila negra

## Preise und Auszeichnungen
- 2012 – Literaturpreise Cadaqués – Carles Rahola Preis für Journalismus. Preis von Nostalgie Postkarten von Cadaqués
- 2014 – Ciutat de Barcelona Preis der katalanischen Literatur für sein Buch Cafè Barcelona
- 2014 – Sankt-Georgs-Preis für Romane für sein Buch L’àguila negra